# Marguerite Rouvière
Marguerite Marie Charlotte Rouvière (Pertuis, 27 de junho de 1889 – Jouques, 30 de janeiro de 1966) é famosa por ser primeira mulher admitida na Escola Normal Superior de Paris (1910) e a primeira mulher a obter a agregação em física (1913). Depois disso, ela ensina física no Lycée Carnot, Fénelon (1936-1942, depois 1943) e Victor-Duruy (1943-1947).
Em seguida, ela lecionou principalmente em escolas secundárias, em aulas preparatórias científicas e publicou duas traduções de livros científicos.

## Prêmios e honrarias
- 1946: Oficial de Instrução Pública.[2]
- 1948: Cavaleiro da Legião de Honra.[2]